# Powerhouse (album Deep Purple)
Powerhouse – album kompilacyjny zespołu Deep Purple wydany w roku 1977, zawiera kolekcję wcześniej niewydanych utworów koncertowych i studyjnych pochodzących z okresu Mark II.

## Lista utworów
Wszystkie, z wyjątkiem opisanych skomponowali Blackmore/Gillan/Glover/Lord/Paice.

### Oryginalne wydanie winylowe

#### Strona A
| 1. | "Painted Horse"                                           | 5:19  |
|    | - Odrzut z albumu Who Do We Think We Are z lipca 1972.    |       |
| 2. | "Hush" – live (South)                                     | 4:37  |
|    |                                                           |       |
| 3. | "Wring That Neck" – live (Blackmore, Lord, Paice, Simper) | 12:51 |
|    |                                                           |       |
|    |                                                           | 22:47 |
|    |                                                           |       |

#### Strona B
| 1. | "Child In Time" – live                                                                                | 12:29 |
|    | |       |
| 2. | "Black Night" – live                                                                                  | 4:59  |
|    | - Odrzut z albumu Made in Japan z Tokio z sierpnia 1972, wcześniej wydany jedynie na 24 Carat Purple. |       |
| 3. | "Cry Free"                                                                                            | 3:11  |
|    | - Odrzut z albumu Deep Purple in Rock ze stycznia 1970.                                               |       |
|    | | 20:39 |
|    | |       |
- Utwory A2-A3 i B1 nagrywane podczas koncertu w Royal Albert Hall we wrześniu 1969, pochodzą z płyty Concerto for Group and Orchestra.

### Wydanie CD
| 1. | "Painted Horse"          | 5:17  |
|    |                          |       |
| 2. | "Hush" – live            | 4:16  |
|    |                          |       |
| 3. | "Wring That Neck" – live | 13:09 |
|    |                          |       |
| 4. | "Child In Time" – live   | 12:25 |
|    |                          |       |
| 5. | "Black Night" – live     | 4:56  |
|    |                          |       |
| 6. | "Cry Free"               | 3:09  |
|    |                          |       |
|    |                          | 43:12 |
|    |                          |       |

## Wykonawcy
- Ritchie Blackmore – gitara
- Ian Gillan – śpiew
- Roger Glover – gitara basowa, śpiew
- Jon Lord – organy, instrumenty klawiszowe, śpiew
- Ian Paice – perkusja